# Sandrine Cantoreggi
Sandrine Marie Adèle Cantoreggi (* 29. Mai 1969 in Bègles, Département Gironde) ist eine luxemburgische Violinistin und Hochschullehrerin für Geige am Konservatorium der Stadt Luxemburg.

## Leben
Sandrine Cantoreggi erhielt eine Ausbildung am Conservatoire vun der Stad Lëtzebuerg. Nach Studien bei dem französischen Violinisten Pierre Amoyal in Paris und bei Roman Nodel an der Hochschule für Musik und Darstellende Kunst Mannheim in Deutschland wurde sie letzte Schülerin des belgischen Geigers Carlo Van Neste. In Belgien beendete sie ihr Studium an der Chapelle Musicale Reine Elisabeth de Belgique und legte ihr Konzertexamen am Conservatoire National Supérieur de Musique et de Danse de Paris ab. Im Jahr 2005 nahm sie die luxemburgische Staatsbürgerschaft an.
Auftritte als Solistin hatte sie u. a. in der Laeiszhalle in Hamburg, dem Gewandhaus in Leipzig, dem Rudolfinum in Prag, im La Monnaie in Brüssel, im Salle Gaveau und Musée d’Orsay in Paris unter Dirigenten wie Yehudi Menuhin, Wladimir Spiwakow, Grzegorz Nowak und Pierre Cao.
Ihr Instrument ist eine Geige von Giovanni Battista Guadagnini aus dem 18. Jahrhundert. Zu ihrem Repertoire gehören Werke von Pietro Antonio Locatelli, George Onslow, Eugène Ysaÿe, George Enescu, Maurice Ravel und Ottorino Respighi.

## Diskographie
- 2003: Pietro Antonio Locatelli: 3 concertos et 6 caprices extraits de „l'Arte del Violino“. Turtle Records, SACD-HYBRID.[2]
- 2003: Eugène Ysaÿe: Oeuvre pour violon et piano. Turtle Records, SACD-HYBRID.[3]
- 2005: Joseph Guy Ropartz: The three sonatas for violin & piano. Pavane.
- 2007: George Onslow: Duos pour Piano et Violon. Ligia.